# Marathon 2: Durandal
Marathon 2: Durandal ist ein Science-Fiction-Ego-Shooter-Computerspiel, das 1995 von Bungie für Macintosh veröffentlicht wurde. Es ist der direkte Nachfolger zu Marathon und der zweite Teil der Marathon-Trilogie sowie der einzige Teil, der auch auf anderen Plattformen erschien. 1996 folgte eine Portierung für Apple Pippin und Microsoft Windows in Form einer Kompilation zusammen mit dem Vorgänger als Super Marathon.
2007 erschien es als Marathon: Durandal in der Xbox Live Arcade und 2011 für iOS. Dadurch, dass der Quelltext freigegeben wurde, gibt es mit Aleph One ein Projekt, das die Spiel-Engine auf moderne Unix-Varianten portiert. 2024 veröffentlichte das Open-Source-Projekt den Titel als Classic Marathon 2 auf Steam.

## Rezeption
Richard Löwenstein von PC Joker kritisierte die veraltete Technik: insbesondere die Darstellung von Spielfiguren als flache Sprites. Er lobte hingegen die intelligent agierenden Computergegner. Peter Steinlechner von Power Play machte deutlich, dass sich Marathon nicht mit dem Genrestandard auf dem PC messen lassen könne. Die packende Handlung samt Atmosphäre des Spiels steche jedoch positiv hervor. Alex Volkers von PC Player bewertete Marathon 2 als unterdurchschnittlich. Besonders störe ihn, dass nicht jederzeit frei gespeichert werden könne und das Zielen ohne Hilfsfunktion schwer falle. PC Spiel lobte die Netzwerkfunktionen für sowohl gegeneinander als auch kooperatives Spielen.
Die Redaktion von M! Games bewertete die Portierung für Xbox 360 als hektisches, technisch stark veraltetes Spiel mit komplexen Levels und einer verworren erzählten Hintergrundgeschichte.

### Auszeichnungen
Die Zeitschrift MACup kürte es zu den Meilensteinen des Jahres 1996.